# Campanulina maduraensis
Campanulina maduraensis is een hydroïdpoliep uit de familie Campanulinidae. De poliep komt uit het geslacht Campanulina. Campanulina maduraensis werd in 1940 voor het eerst wetenschappelijk beschreven door Billard. 